# ジェフ・ラバー
ジェフ・ラバー（本名Jeffrey Philip LaBar、1963年3月18日 - 2021年7月14日）は、アメリカのミュージシャン、ギタリスト。ハードロックバンド、シンデレラの活動で知られている。

## 経歴
1963年3月18日、ペンシルベニア州ダービーで生まれる。母親のジューンは日本人の血を引いている。兄のジャックに影響を受けてギターを始める。
1985年にマイケル・シャーミックの後任としてシンデレラに加入。また、バンド仲間のエリック・ブリッティンガムとサイドバンド「ネイクド・ベガーズ」を結成。
1995年にシンデレラ解散。1996年に再結成するまでの間、ラバーはジャックのピザ屋を手伝ったり、建設関係の仕事をしていたという。
2009年、フランキー・バネリ、トニー・フランクリン、ロニー・ボーチャーらと「フリークショー」を結成。アルバム「Freakshow」をリリースした。
2012年、結成30周年を迎えたシンデレラは同じく結成30周年を迎えたロックバンド、ポイズンと合同で30周年記念ツアーを開催。また、ジャスミン・カイン、息子のセバスチャン・ラバーとともにソロアルバムを引っさげてツアーを行った。
2021年7月14日、テネシー州ナッシュビルで死去(享年58、死因は非公表)。ナッシュビルのアパートで意識不明の状態で発見された。

## 私生活
妻はデビニク・サラザール。デビニクとの間に息子のセバスチャン・ラバーがいる。セバスチャンはロックバンド、マック22やタントリックで活動している。

## ディスコグラフィー

### ソロ
- ワン・フォー・ザ・ロード (2014)

### シンデレラ
- ナイト・ソングス (1986)
- ロング・コールド・ウィンター(1988)
- ハートブレイク・ステーション (1990)
- スティル・クライミング (1994)

### ネイクド・ベガーズ
- ネイクド・ベガーズ (2003)
- スピット・イット・アウト(2005)

### フリークショー
- フリークショー (2009)